# Port lotniczy Buri Ram
Port lotniczy Buri Ram – port lotniczy położony w Buri Ram. Jest jednym z największych portów lotniczych we wschodniej Tajlandii.

## Linie lotnicze i połączenia
- Nok Air (Bangkok - Don Mueang)